# Jieyue Hu
Jieyue Hu (kinesiska: 节约湖) är en sjö i Kina. Den ligger i provinsen Qinghai, i den nordvästra delen av landet, omkring 1 000 kilometer väster om provinshuvudstaden Xining. Trakten runt Jieyue Hu består i huvudsak av gräsmarker.
Genomsnittlig årsnederbörd är 258 millimeter. Den regnigaste månaden är juli, med i genomsnitt 59 mm nederbörd, och den torraste är december, med 1 mm nederbörd.